# Асен Масларски
Асен Масларски е български певец музикант и композитор. 

## Кратка биография
Асен Масларски е роден на 8 януари 1959 в село Студена, Пернишко. Средното си образование е завършил в 7 гимназия „Георги Димитров“, София, а висшето в Шуменски университет „Константин Преславски“, специалност „Българска филология“. На 10-годишна възраст започва да свири на китара. През 1973 – 1976 като ученик написва първите си авторски песни.
През 1976 – 1980 като студент прави първите си записи в БНР и Радио Шумен. През 1978 записва песента „Оттука започва България“, определена 30 години по-късно за Химн на град Шумен. Между 1980 и 1982 година осъществява концертна дейност с Михаил Белчев. През 1986 издава „Място за огнище“ заедно със Стефан Златев – дългосвиреща плоча в „Балкантон“.
През 1987 – 1991 започва активната му самостоятелна концертна дейност. След демократичните проблеми издава два солови албума, а около 2000 година започва да твори в тандем с Милица Божинова от Тоника СВ и Фамилия Тоника. През 2009 година издава юбилейната си песносбирка в комплект с два диска, наречен „Вън вали“. Асен Масларски продължава да композира, да пее и да пише песни в дует със своята житейска и творческа половинка Милица Божинова от Фамилия Тоника с която живее на семейни начала.